# Echte Hefen
Die Echten Hefen (Saccharomycetales) sind die einzige Ordnung von Pilzen der Klasse Saccharomycetes, die als Saccharomycotina eine der drei Unterabteilungen der Schlauchpilze bildet. Zu ihnen gehören viele, aber nicht alle Hefen, so die Zuckerhefen mit der Backhefe.

## Merkmale
Das Wachstum erfolgt durch einzelne Hefezellen. Es kommen daneben auch Pseudohyphen und echte Hyphen vor. Diese besitzen dann Septen mit mehreren Poren. Die Zellwände bestehen überwiegend aus β-Glucan. Chitin wird nur an den Knospungsnarben gebildet. In den Asci werden ein bis viele Ascosporen gebildet. Die Asci entstehen aus Einzelzellen oder werden auf einfachen Ascophoren gebildet. Mitotische und meiotische Kernteilungen erfolgen innerhalb der intakt bleibenden Kernhülle.
Die ungeschlechtliche Vermehrung erfolgt durch Knospung, durch Konidien oder durch Arthrosporen.

## Systematik
Die Echten Hefen sind eine natürliche Verwandtschaftsgruppe (monophyletisch). Sie sind die Schwestergruppe der Pezizomycotina.
Zur Ordnung gehören folgende Familien:
- Ascoideaceae
- Cephaloascaceae
- Dipodascaceae
- Endomycetaceae
- Eremotheciaceae
- Lipomycetaceae
- Metschnikowiaceae
- Pichiaceae
  - Pichia
  - Dekkera (syn. Brettanomyces)
- Saccharomycetaceae
  - Kluyveromyces
  - Saccharomyces
- Saccharomycodaceae
- Saccharomycopsidaceae
  - Saccharomycopsis fibuligera
- Trichomonascaceae

Meist wird auch die Gattung Candida inklusive Candida albicans mit unklarer Familienzugehörigkeit in diese Ordnung gestellt.